# Thymus japonicus
Thymus japonicus là một loài thực vật có hoa trong họ Hoa môi. Loài này được (H.Hara) Kitag. miêu tả khoa học đầu tiên năm 1952.